# Oncidium pictum
O Oncidium pictum é uma espécie de orquídeas do gênero Oncidium, da subfamília Epidendroideae, pertencente à  família das Orquidáceas. É nativa da América do Sul.

## Sinônimos
- Oncidium reichenbachii Lindl. (1855)
- Oncidium anfractum Rolfe (1909)
- Oncidium hedyosmum Schltr. (1922)